# Pōmare V
Ariʻi aue Pōmare V (ur. 3 listopada 1839 w Taravao zm. 12 czerwca 1891) – ostatni król Tahiti w latach 1877-1880, syn królowej Pōmare IV i Ariʻifaʻaʻite tenania a Hiro.
Po jego abdykacji Tahiti (29 czerwca 1880) stało się kolonią francuską. On sam został odznaczony Legią Honorową IV klasy i otrzymał stałą pensję od rządu Republiki.
Zmarł w Pałacu Królewskim w Papeete.